# Marshall W. Nirenberg
Marshall W. Nirenberg (New York City, 10. travnja, 1927. – New York City, 15. siječnja 2010.) bio je američki biokemičar i genetičar. godine 1968. je dobio Nobelovu nagradu za fiziologiju ili medicinu za opisivanje genetičkog koda i načina na koji djeluje u sintezi proteina, zajedno sa sunarodnjacima: Har Gobind Khorana i Robert W. Holley.

## Vanjske poveznice
- Nobelova nagrada – životopis